# مهردشت (ملارد)
مهردشت، روستایی از توابع بخش صفادشت شهرستان ملارد در استان تهران ایران است. نام قبلی این روستا  صالح آباد و خاتونلَر بوده که با ادغام این دو روستا ، این نام برای این روستا انتخاب شد.

## جمعیت
این روستا در دهستان بی بی سکینه قرار دارد و بر اساس سرشماری مرکز آمار ایران در سال ۱۳۸۵، جمعیت آن ۱٬۹۸۵ نفر (۴۹۰خانوار) بوده‌ است.